# Juan Vicente Morales
Juan Vicente Morales (* 18. April 1956 in Paysandú; † 11. September 2020 in Montevideo) war ein uruguayischer Fußballspieler.

## Karriere

### Verein
Defensivakteur Morales stand 1975 in Reihen des Club Atlético Cerro. Von 1977 bis 1984 gehörte er dem Kader des Club Atlético Peñarol in der Primera División an. In den Spielzeiten 1979, 1981 und 1982 gewann sein Verein die Uruguayische Meisterschaft. 1982 siegte man überdies in der Copa Libertadores. Morales wirkte in beiden Finalspielen gegen CD Cobreloa von Beginn an mit. Durch einen 2:0-Sieg am 12. Dezember 1982 über Aston Villa, bei dem er ebenfalls in der Startaufstellung stand, holte Morales mit seinem Klub den Weltpokal des Jahres 1982. 1984 zudem ist eine Karrierestation in Argentinien beim Club Atlético Talleres für ihn verzeichnet.

### Nationalmannschaft
Morales gehörte der uruguayischen U-20-Nationalmannschaft an, die 1975 an der Junioren-Südamerikameisterschaft in Peru teilnahm und den Titel gewann. Im Verlaufe des Turniers wurde er von Trainer Walter Brienza in sechs Spielen eingesetzt. Dabei erzielte er einen Treffer. Er war auch Mitglied der A-Nationalmannschaft Uruguays, für die er zwischen dem 4. Juni 1975 und dem 18. Juli 1980 15 Länderspiele absolvierte und ein Länderspieltor schoss. Mit der Celeste nahm er unter Trainer Juan Alberto Schiaffino an der Copa América 1975 teil und gewann im selben Jahr und erneut 1977 mit Uruguay die Copa Juan Pinto Durán. Auch bei der Copa del Atlántico 1976 und im Rahmen der Qualifikation für die Weltmeisterschaft 1978 kam er zum Zug.

### Erfolge
- Weltpokal: 1982
- Copa Libertadores: 1982
- Uruguayischer Meister: 1979, 1981, 1982
- U-20-Südamerikameister: 1975
- Copa Juan Pinto Durán: 1975, 1977